# Open Sud de France 2020
Open Sud de France 2020 — тенісний турнір, що проходив на кортах з твердим покриттям у місті Монпельє, Франція з 3 лютого. Належав до категорії ATP 250.

## Фінальна частина

### Одиночний розряд
Гаель Монфіс —  Вашек Поспішил 7–5, 6–3

### Парний розряд
Нікола Чачиц /  Мате Павич —  Домінік Інглот /  Айсам-уль-Хак Куреші 6–4, 6–7(4–7), [10–4]